# Голијска Моравица
Голијска Моравица је река у Србији у западном делу земље у региону Старог Влаха и Поморавља. Извире на падинама планине Голије и тече према северу кроз град Ивањицу све до ушћа у Западну Мораву недалеко од Пожеге. Дуга је 98 km.

## Ток
Извор реке је на северним обронцима Голије на висини од 1.350 метара. У близини  засеока Саковићи.
Настаје спајањем Голијске реке и Вучачке реке у селу Глеђица код засеока Лепосавићи. Код места званог Међуречје у Моравицу се улива река Ношница.
Даље према северу улази у Ивањичку котлину и протиче кроз град Ивањицу између планина Мучањ и Чемерно. У овом делу тока прима притоке Лучку реку са десне и Грабовичку реку са леве стране. На изласку из котлине тече кроз уску Манастирску клисуру и крај манастира Свети Арханђели.
У горњем делу тока Моравица протиче кроз Ариљску котлину близу града Ариља где са своје леве стране прима највећу притоку, реку Рзав. Према северу наставља кроз клисуру Сутеска, након које се у Пожешкој котлини недалеко од Пожеге састаје са реком Ђетињом и формира Западну Мораву.
Површина слива Голијске Моравице је око 1.500 km², а припада Црноморском сливу.